# Рязанка (Новгородская область)
Рязанка — ранее существовавшая деревня в Новгородском районе Новгородской области. Входила в состав Новомельницкого сельсовета (до 1958 года как минимум). Сейчас на территории Ермолинского сельского поселения.
Была  расположена  между  деревней  Григорово  и  деревней  Соковая.  Координаты, предоставленные  Росреестром:  58°32'57" с.ш.  31°11'12" в.д. (так на картах!)

### История
Государственный архив Новгородской области в архивной справке № 4992/02 от 09.2017 года сообщает:
«В списках населенных мест по Новгородскому уезду за 1884 г. д. Рязанка, Рязанского сельского общества, значится в Никольской волости, прихода градской Фроловской церкви.
В списках населенных мест по Новгородскому уезду за 1907 г. д. Рязанка, Рязанского сельского общества, значится в Троицкой волости. В деревне было 21 жилое строение, проживало 30 мужчин и 36 женщин
Согласно приговору Рязанского сельского общества от 1 января 1918 г., в селениях Рязанка и Анниска значилось 19 ревизских душ и 16 домохозяев, а также братья-землевладельцы Куновы.
В период 1917—1927 гг. д. Рязанка входила в состав Троицкой волости. В 1919 г. в д. Рязанка проживало 100 человек.
В 1924 г. д. Рязанка значится в Новомельницком районном сельсовете Троицкой волости. Согласно сведениям о поступлениях сельскохозяйственного налога по Троицкой волости за 1923/24 гг. в д. Резанка план был выполнен на 82,8 % и собрано 82 пуда 33 фунта ржи (пшеницы)
По постановлению ВЦИК от 1 августа 1927 г. Троицкая волость вошла в состав Новгородского округа Ленинградской области По состоянию на 28 ноября 1927 г. д. Рязанка значится в Новомельницком сельсовете Новгородского района Новгородского округа Ленинградской области. в деревне значится 10 дворов, 57 человек населения
Государственный архив Российской Федерации в информационном письме № 3457-т от 25 июля 2018 года сообщает:
«В ГА РФ имеются документы о злодеяниях немецких оккупантов по Новгородскому району Новгородской области, находящиеся на хранении в фонде № Р-7021 „Чрезвычайная государственная комиссия по установлению и расследованию злодеяний немецко-фашистских захватчиков и их сообщников…“ в описи 34. необходимых Вам сведений об уничтожении дер. Рязанка в актах по сельским советам Новгородского района не обнаружено. Деревня Рязанка упоминается лишь в качестве места рождения Иванова Г. (Е) Ильича. Также сообщаем, что в Акте от 20 апреля 1945 года, обобщающем данные о Преступлениях немецких оккупантов, имеются следующие сведения: „За два с половиной года своего хозяйничанья в районе немецкие фашисты сожгли и уничтожили 96 сел и деревень“.
В ходе проверки дел, содержащих сведения о материальном ущербе, нанесенном гражданам Новгородского района, каких-либо упоминаний о деревне Рязанка не обнаружено».
Государственный архив Новгородской области в информационном письме № 967 от 06.11. 2018 года сообщает:
«По решению исполнительного комитета Новгородского областного Совета народных депутатов от 8 июня 1954 г. № 359 территория Троицкого сельсовета перешла в состав Новомельницкого сельсовета. Д. Рязанка стала числиться в составе Новомельницкого сельсовета Новгородского района Новгородской области.
Основание: Административно-территориальное деление Новгородского губернии и области. 1727—1995 гг. Справочник. СПб., 2009. С. 203.
В фонде № Р-391 „Новомельницкий сельский Совет депутатов трудящихся“ сохранилась похозяйственная книга д. Рязанка Новомельницкого сельсовета Новгородского района Новгородской области за 1955, 1956, 1957 гг.
Основание: Ф. Р-391. Оп. 5. Д. 14. Л.1-2.
В систематическом каталоге отдела научно-справочного аппарата ГАНО сведений о снятии с регистрационного учёта д. Рязанка не выявлено».
ФГБУ «Центр геодезии, картографии и ИПД» в информационном письме № 132/3119 от 02.04.2018 года сообщает о наличии населенного пункта деревня Рязанка на топографической карте масштаба 1:100000, номенклатурный лист О-36-051, состояние местности на 1937 год, издана в 1941 году Главным Управлением Геодезии и картографии при СНК СССР, на более поздних картах деревня отсутствует.
В фондах  Российской  Государственной  библиотеки  хранится карта "Новгородский  округ.  Новгородский район" - схематическая административная карта масштаба 1: 250  000 (системный  номер библиографической  записи в ЭК-8522387), на которой нанесена дер. Рязанка и ряд других деревень.
28 июня 2018 года в Государственный каталог географических названий Росреестра внесена запись № 0808838 о ранее существовавшем населенном пункте деревня Рязанка Новгородского района, Новгородской области, указаны географические координаты. Информационное письмо № 19-02615/18 от 03.07.2018 года+регистрационно-учётная форма Госкаталога.
Министерство культуры Новгородской области в информационном письме № 1668 от 06.11.2018 года сообщает:
«В архивных документах, находящихся на хранении в ГАНО и Администрации Новгородского муниципального района, сведений о ликвидации, упразднении, снятии с учета населенного пункта д. Рязанка Новгородского района Новгородской области не выявлено».
Российский  Государственный  Исторический  архив в информационном письме  № 3009 от 16.07.2009 г. сообщает, что в  фонде Главного выкупного учреждения Министерства  финансов  хранится  дело  о выкупе временнообязанными крестьянами селений  Луковницы и Резанки Новгородского уезда Новгородской  губернии земельных  наделов у  баронессы А.С.Вревской за 1877-1882  гг. (ф. 577 Оп. 22. Д. 2129)
В статистическом справочнике «Материалы для оценки земельных угодий Новгородской губернии. Новгородский уезд» (Новгород, 1895 год) имеются следующие сведения:
В таблице I «Земельный инвентарь», в главе 19 «Троицкая волость» на стр. 293 имеется запись:
1. NN по порядку: 1053
2. NN генерального межевания: 281
3. NN частей специального межевания: -
4. NN владения по порядку: -
5. Название дач генерального и специального межеваний, звание, имя и фамилия владельца:

Отхожая пустошь Рязановщина.
Под NN владения по порядку: 1
Указано: Над. (надельная)  кр. д.  Рязанка бывшей Вревской по сведениям 1893 года.
6. Усадьбы — 2,5 (дес., саж.)
7. Пашни — 18,0
Сенокоса:
8. Заливного — нет
9. Суходольного — 10,0
10. Леса и прочих угодий — 4,9
11. Итого удобной — 35,4
12. Всего с неудобной — 35,7
По данным генерального межевания
9. Сенокоса суходольного — 35,7
11. Итого удобной — 35,7
12. Всего с неудобной — 36,3
В таблице 1 «Земельный инвентарь» в главе 19 «Троицкая волость» на стр. 298 имеется запись:
1. NN по порядку: 1089
2. NN генерального межевания: 467
3. NN частей специального межевания: -
4. NN владения по порядку:-
5. Название дач генерального и специального межеваний, звание, имя и фамилия владельца:
Пожни Соловецкие Жары под NN владения по порядку: 1
Указано: Над. (надельная) кр. д.  Рязанки бывшей Вревской.
По сведениям 1893 года:
6. Усадьбы — нет
7. Пашни — нет
Сенокоса:
8. Заливного — нет
9. Суходольного — 26,0 (дес., саж.)
10. Леса и прочих угодий — 5,6
11. Итого удобной — 31,6
12. Всего с неудобной — 31,6

В настоящий момент земли деревни Рязанка перекрыты кадастровым кварталом 53:11:0500104